# 北海道道835号釧路阿寒自転車道線

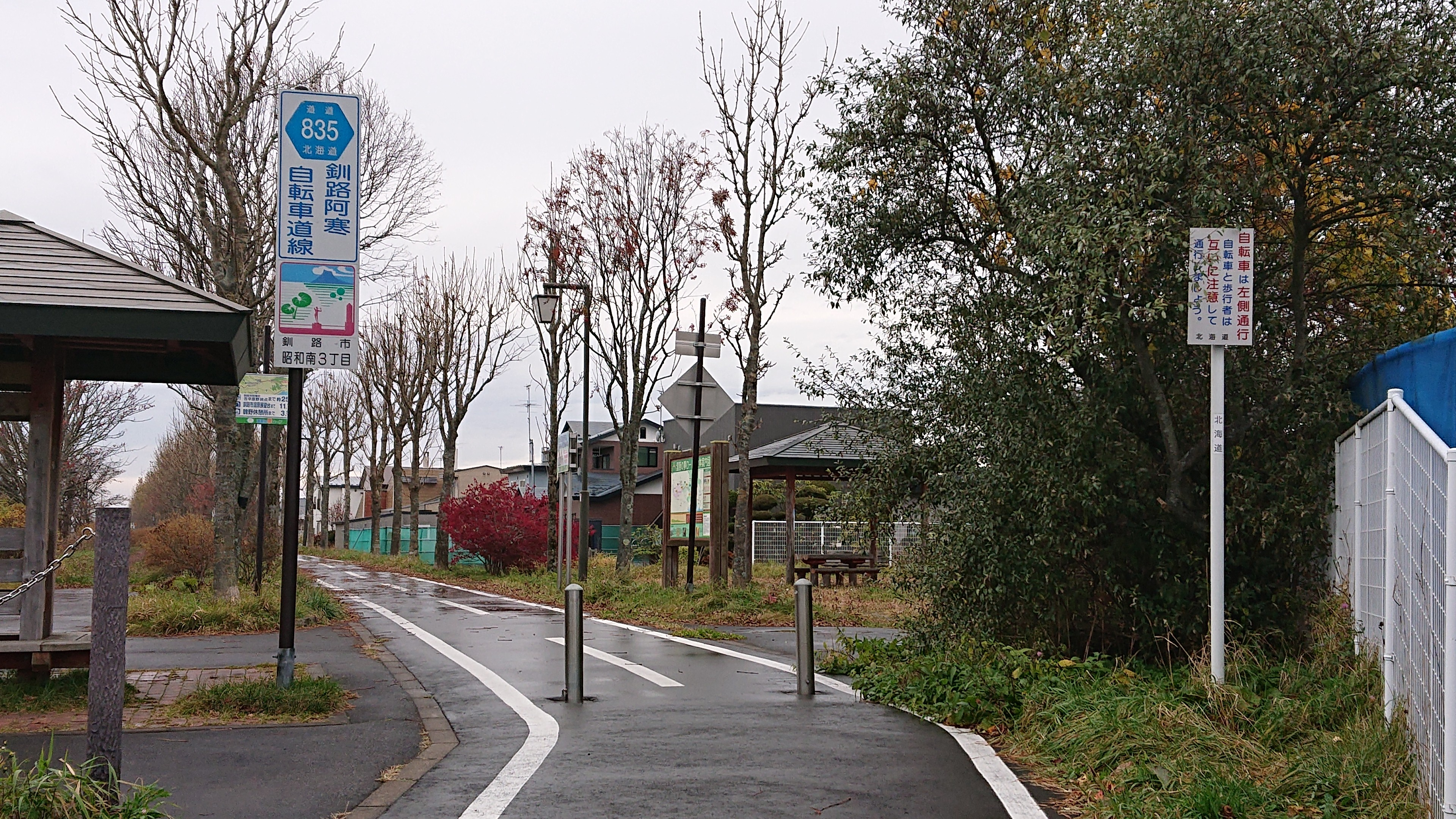
起点（昭和南3丁目）

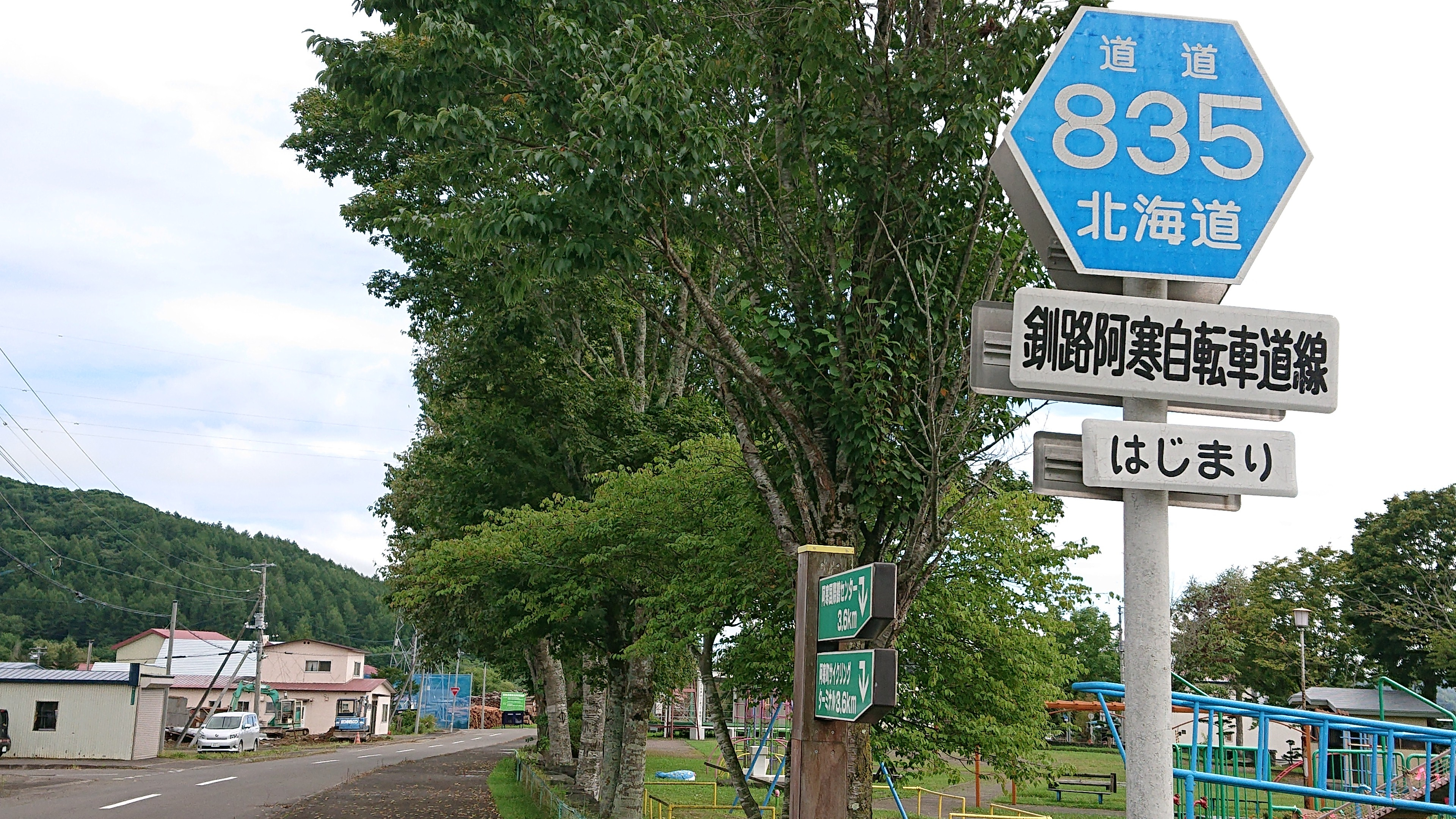
終点（阿寒町北町）

北海道道835号釧路阿寒自転車道線（ほっかいどうどう835ごう くしろあかんじてんしゃどうせん）は、北海道釧路市内を結ぶ一般道道である。

## 概要
1970年（昭和45年）に廃止された雄別鉄道跡を利用した自転車歩行者専用道路で、冬期は通行止めとなる。

### 路線データ
- 起点：北海道釧路市昭和
- 終点：北海道釧路市阿寒町北町2丁目
- 総距離：24.4 km

## 歴史
- 1974年（昭和49年）6月24日 - 路線認定[1]。

## 地理

### 通過する自治体
- 釧路総合振興局
  - 釧路市

### 主な接続道路
釧路市
- 北海道道113号釧路環状線 - 昭和（起点）
- 北海道道53号釧路鶴居弟子屈線 - 北斗
- 北海道道666号徹別原野釧路線 - 山花
- 国道240号 - 阿寒町北町（終点）